# Dactylocythere xystroides
Dactylocythere xystroides är en kräftdjursart som beskrevs av Hobbs och Walton 1963. Dactylocythere xystroides ingår i släktet Dactylocythere och familjen Entocytheridae. Inga underarter finns listade i Catalogue of Life.